# Craig Counsell

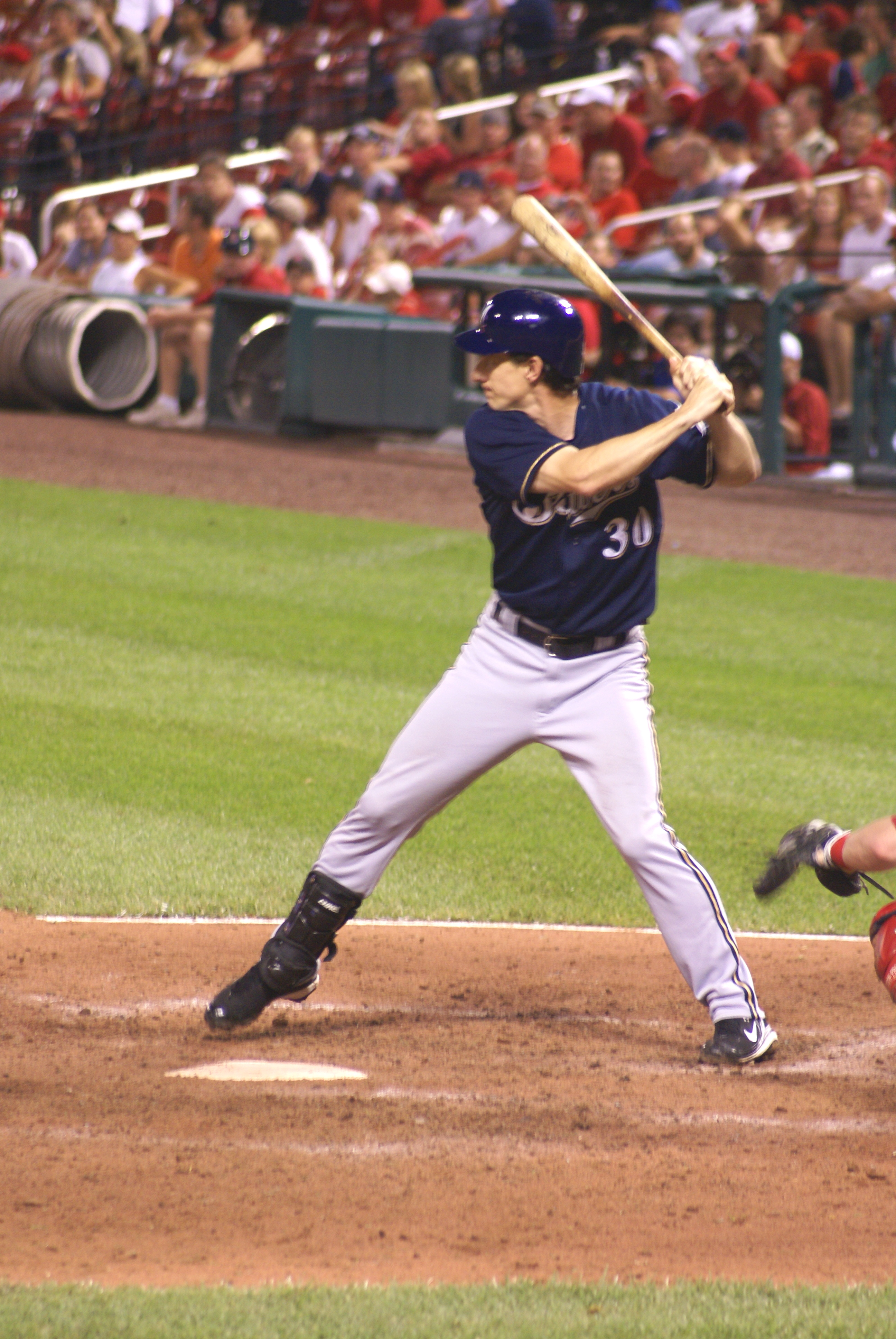

Craig Counsell é um ex-jogador profissional de beisebol norte-americano e atual manager do Milwaukee Brewers, clube em que está desde maio de 2015. Jogou na posição de infielder por dezesseis temporadas, defendendo um total de cinco times.

## Carreira
Craig Counsell foi campeão da World Series 2001 jogando pelo Arizona Diamondbacks. Na série de partidas decisiva, sua equipe venceu o New York Yankees por 4 jogos a 3.